# ムスリム・ブン・ハッジャージュ
ムスリム・ブン・ハッジャージュ（مسلم بن الحجاج）は、9世紀イランのハディース学者（ムハッディス）。スンナ派の六大ハディース集のうち、もっとも権威があるとされる2つの「真正集」のうち1書を著した（『サヒーフ・ムスリム』）。ペルシア人。
特にイランではモスレム・ニーシャープーリー（مسلم نیشاپوری, Muslim Nīshāpūrī）ともいい、信者からはイマーム・ムスリムと呼ばれる。なお、「ムスリム」は名前（イスム）である。

## 生涯
アラビア語で尊号や父祖の名前も合わせた名前は、アブル・フサイン・アサーキルッディーン・ムスリム・ブヌル＝ハッジャージュ・ブン・ワルド・ブン・カウシャーズル＝クシャイリー・アン＝ナイサーブーリー（أبو الحسين عساكر الدين مسلم بن الحجاج بن مسلم بن وَرْد بن كوشاذ القشيري النيسابوري, Abū al-Ḥusayn ‘Asākir ad-Dīn Muslim ibn al-Ḥajjāj ibn Muslim ibn Ward ibn Kawshādh al-Qushayrī an-Naysābūrī）という。
ムスリム・ブン・ハッジャージュは、アッバース朝時代のホラーサーン属州の町、ニーシャープールに生まれた。生まれた年については諸説あり、ヒジュラ暦202年（西暦817/818年）説、204年（819/820年）説、206年（821/822年）説がある。
ムスリムの生まれた年やその日付等の情報について、14世紀のシャーフィイー学派の歴史家、ザハビーは「ムスリム・ブン・ハッジャージュはヒジュラ暦204年に生まれたといわれているけれども、私は、彼がもっと前に生まれていると思う」と述べている。13世紀のイブン・ハッリカーンは、どんな高名なハディース伝承学者の文献に当たっても確信を持てなかったという。
イブン・ハッリカーンが調べたところによると、11世紀のニーシャープールの学者イブン・バイイーは、Kitab `Ulama al-Amsar という著書の中で、ムスリム・ブン・ハッジャージュがヒジュラ暦261年ラジャブ月25日（西暦875年5月）に55歳で亡くなり、ニーシャープール郊外のナーサラーバードに埋葬されたと書いていたとされる。13世紀ディマシュクの学者イブン・サラーフは、これに基づいてムスリムの生年をヒジュラ暦206年（西暦821/822年）と計算し、自著の中でそのように書いたとされる。イブン・ハッリカーンはこれらを踏まえて、ムスリム・ブン・ハッジャージュの生年をヒジュラ暦200年（西暦815/816年）以後の生まれではあるだろうとした。
ニスバの「クシャイリー」（al-Qushayri）は、ムスリムがアラブのバヌー・クシャイル部族（Banu Qushayr）の一員であることを表示する。そのため、ムスリムの父系先祖の一人が、イスラーム教徒の帝国が大きく拡大した正統カリフ時代に、アラブが新しく征服したペルシアの地にやってきたクシャイル部族の移住者であるという解釈もある。しかしながら、ムスリム・ブン・ハッジャージュはアラブ系ではない。彼はマワーリー、すなわち異教からイスラームに改宗した人々の一人であった。ムスリム・ブン・ハッジャージュの父系先祖は、クシャイル部族の有力者に仕えた奴隷であり、解放されると共にイスラームを受容した人物であろう。なお、ムスリムは、クシャイル部族にワラー（wala' ）、すなわち協力したため、クシャイリーとあだ名されたというサムアーニーの説もある。
ムスリム・ブン・ハッジャージュは若い頃、ヒジャーズ地方、エジプト、シャーム地方を旅して周り、故郷のニーシャープールに戻ってきた。そこで生涯の友となるブハーリーに出会った。
ムスリム・ブン・ハッジャージュが直接ハディースを伝え聞いた師としては、特に、ハルマラ・ブン・ヤフヤー、サイード・ブン・マンスール、アブドゥッラー・ブン・マスラマ・カアナビー、ズハリー、ブハーリー、イブン・マイーン、ヤフヤー・ブン・ヤフヤー・ニーシャーブーリー・タミーミーの名前が挙げられる。弟子としては、ティルミズィー、イブン・アビー・ハーティム・ラーズィー、イブン・フザイマなどがおり、いずれもハディースに注解した。

## 著作

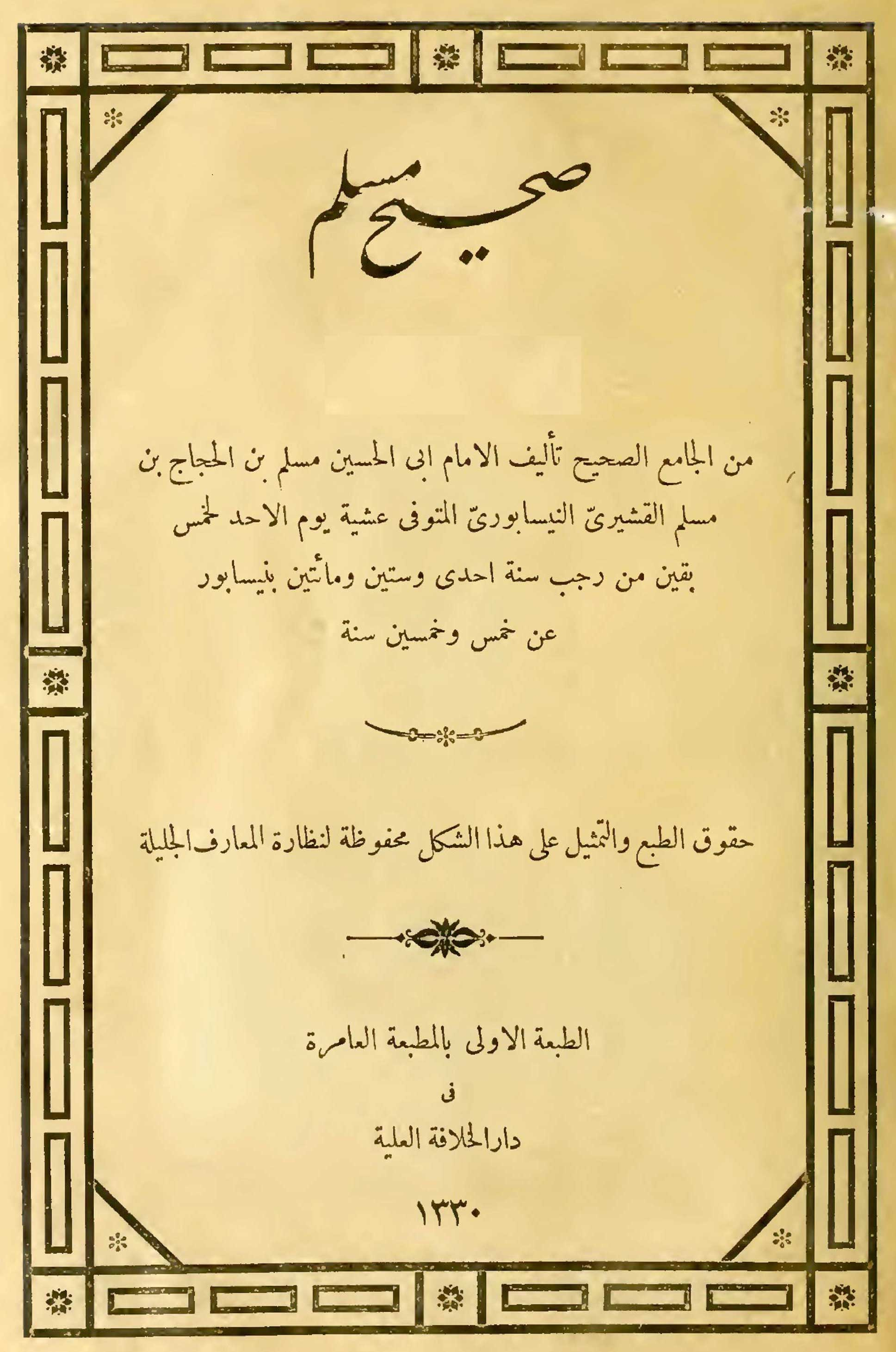
1910年ごろに刊行されたものの表紙

以下の文献の著者がムスリム・ブン・ハッジャージュに帰せられている。『サヒーフ・ムスリム』を含むリストの上4文献を除いて残りは伝存していない。ほとんどがハディース学と伝承経路（イスナード）に関する著作である。
- Al-Kunā wal-Asmā’
- Tabaqāt At-Tabi`īn
- Al-Munfaridāt wal-Wijdān
- Sahīh Muslim
- Awlād As-Sahābah （サハーバ（教友）の子孫たち）（散逸）
- Al-Ikhwah wa Al-Akhawāt （兄弟と姉妹）（散逸）
- Al-Aqrān （同輩）（散逸）
- Awhām Al-Muhadithīn （ムハッディスの光）（散逸）
- Dhikr Awlād Al-Husayn （フサインの子孫について）（散逸）
- Mashāyikh Mālik （マーリクの師について）（散逸）
- Mashāyikh Ath-Thawrī （サウリーの師について）（散逸）
- Mashāyikh Shu`bah （シュウバの師について）（散逸）

ムスリム・ブン・ハッジャージュが巷間に流布するハディース（預言者ムハンマドの言行録）を精選し、真贋を見極めて編纂した『サヒーフ・ムスリム』は、特にスンナ派において『クルアーン』に次ぐ権威の二大真正集の一書、という位置づけが定着している。ところが、そのようにみなされるに至った経緯については、あまりよく研究されていなかったところ、Brown (2007) は、少なくとも次のような正典化（canonization）の過程があったことを明らかにした。
ムスリム・ブン・ハッジャージュの仕事の価値に最初に気付いたのは、スンナ派のウラマー、イスハーク・ブン・ラーフワイヒである:86。イスハークの同時代人、アブー・ズルア・ラーズィーなどは当初これを認めず、ムスリムが自分でも真正（サヒーフ）と認めたハディースをたくさん取り除いてしまった、不良（ダイーフ）とみなされた伝承者が伝えるハディースを入れてしまったなどと非難した:91-92, 155。
のちに、イブン・アビー・ハーティム・ラーズィーは、ムスリム・ブン・ハッジャージュが信頼に値し、ハディースに関する大学者の一人であるとして賞賛した:88-89。しかし、イブン・アビー・ハーティムはアブー・ズルアや自身の父親アブー・ハーティムに対しても、これに負けず劣らず最大級の賞賛を送っている:88-89。なお、イブン・ナディームのムスリム・ブン・ハッジャージュに対する評価は、イブン・アビー・ハーティムに基づいている:88-89。
その後、ムスリムの真正集の評価は、スンナ派ムスリムの間で徐々に高まっていき、ブハーリーの真正集に次いで権威のあるハディース集であるとみなされるようになった。『サヒーフ・ムスリム』に収録されたハディースの総数は、数え方によって異なるが、3033個から 12000個のハディースが収められている。そのうち2000個ほどが『サヒーフ・ブハーリー』にも収録されている。